# José Luis Artetxe
José Luis Artetxe Muguire (Getxo, 28 giugno 1930 – 19 marzo 2016) è stato un calciatore spagnolo.

## Carriera

### Club
Dopo aver cominciato nel settore giovanile del Getxo, passò all'Athletic Bilbao, debuttando in Primera División spagnola nella stagione 1950-51, nella partita Athletic Bilbao-Atletico Madrid 4-0.
Tutta la sua carriera si svolse con i baschi, fino al ritiro avvenuto nel 1965, dopo aver trascorso 15 stagioni in cui giocò 274 partite, vincendo un campionato e tre coppe del Re.
Artetxe è tuttora uno dei più prolifici attaccanti della storia dell'Athletic, avendo segnato 133 gol, 105 dei quali in campionato.

## Palmarès

### Club
- Campionato spagnolo: 1

Athletic Bilbao: 1955-1956
- Coppa di Spagna: 3

Athletic Bilbao: 1955, 1956 e 1958